# Pinar de San José
El Pinar de San José es un bosque de pino piñonero localizado en el ensanche de La Peseta, al oeste de la ciudad de Madrid (España), entre los distritos de Latina y Carabanchel. Su principal característica es que mantiene su carácter forestal de bosque rural. El Pinar de San José cuenta con una superficie de 27,03 hectáreas, pudiendo llegar a ocupar 50 hectáreas según el actual proyecto de expansión del parque forestal. El Pinar de San José está catalogado como "Parque Histórico" de la ciudad de Madrid, y en trámite para ser declarado Patrimonio Histórico como "Bien de Interés Cultural".
En 1906, los Hermanos Hospitalarios de la Orden de San Juan de Dios deciden repoblar este entorno con el objetivo de crear un lugar confortable y de descanso, conocido desde entonces con el nombre de Pinar de San José. Los Hermanos Hospitalarios encargan esta repoblación a los ingenieros forestales más avanzados del momento, los cuales plantan miles de pinos piñoneros en los mismos terrenos donde estaban los palacios de recreo de Francisco de Cabarrús, Juan Manuel de Manzanedo, y el Marqués de Vallejo, entre otros. 
En el Pinar de San José, actualmente todavía se conservan miles de los pinos piñoneros que fueron plantados en 1906, siendo el hogar de una veintena de diferentes especies de aves como estorninos, abubillas, palomas torcaces, urracas, gorriones molineros, cotorras argentinas, pitos reales, agateadoras, carboneros y herrerillos, entre otras especies. También, en la actualidad se ven multitud de conejos y liebres; y hasta la década de 1950 era habitual ver toros, vacas y ovejas en el mismo Pinar de San José.

## Historia

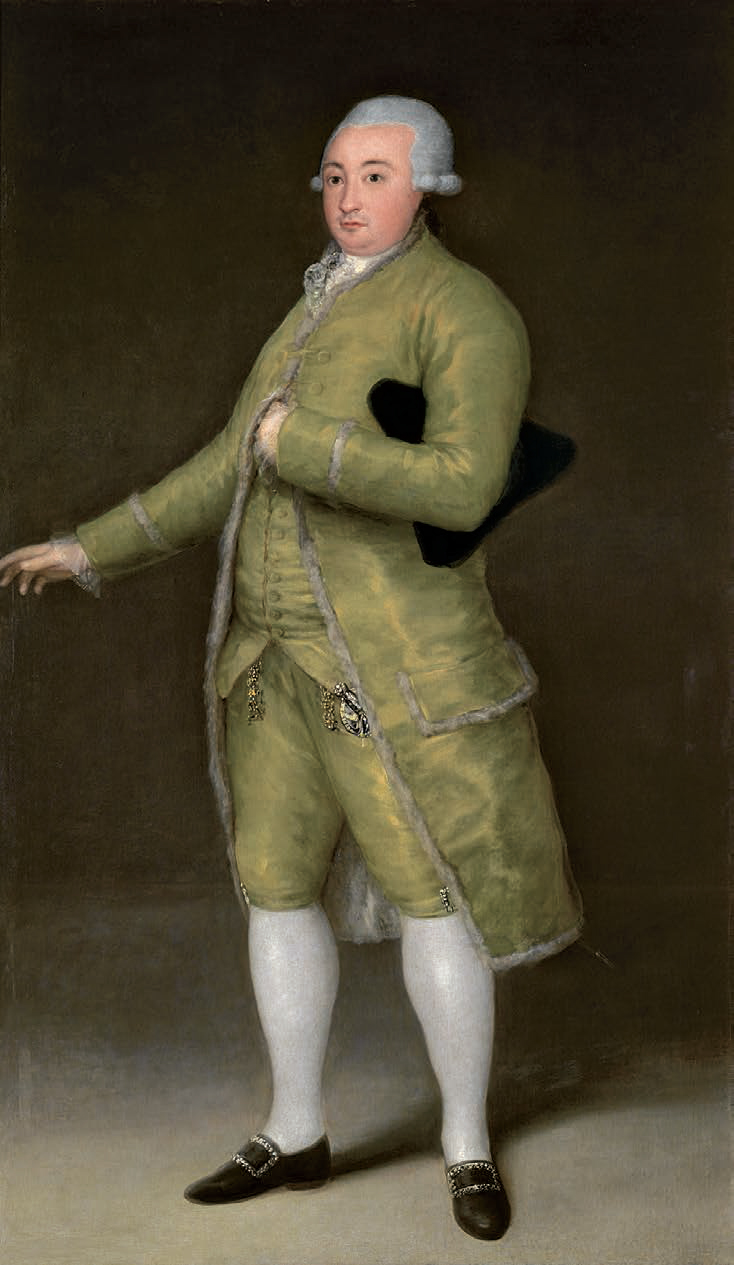
Francisco de Cabarrús, propietario del Palacio y de la finca localizada en el actual Pinar de San José

### SigloXVIII: Palacio de Francisco de Cabarrús
A mediados del siglo XVIII, donde actualmente está el Pinar de San José, se localizaba el Palacio de recreo "Château Saint-Pierre" de Francisco de Cabarrús (I conde de Cabarrús, fundador del Banco de España, y ministro de Finanzas del rey José Bonaparte) y una fábrica de jabones que le pertenecía a él y a su esposa María Antonia Galabert Casanova. En 1773, en el Palacio "Chateâu Saint-Pierre" nace su hija Teresa Cabarrús Galabert (principal conspiradora en la caída de Robespierre en la Revolución Francesa, siendo conocida como Nuestra Señora de Termidor). Asimismo, en 1774, en el mismo palacio del Pinar de San José nace su hermano Domingo Cabarrús Galabert (II Conde de Cabarrús y ministro del Tesoro del rey José Bonaparte).

### SigloXIX: Chalet de los duques de Santoña

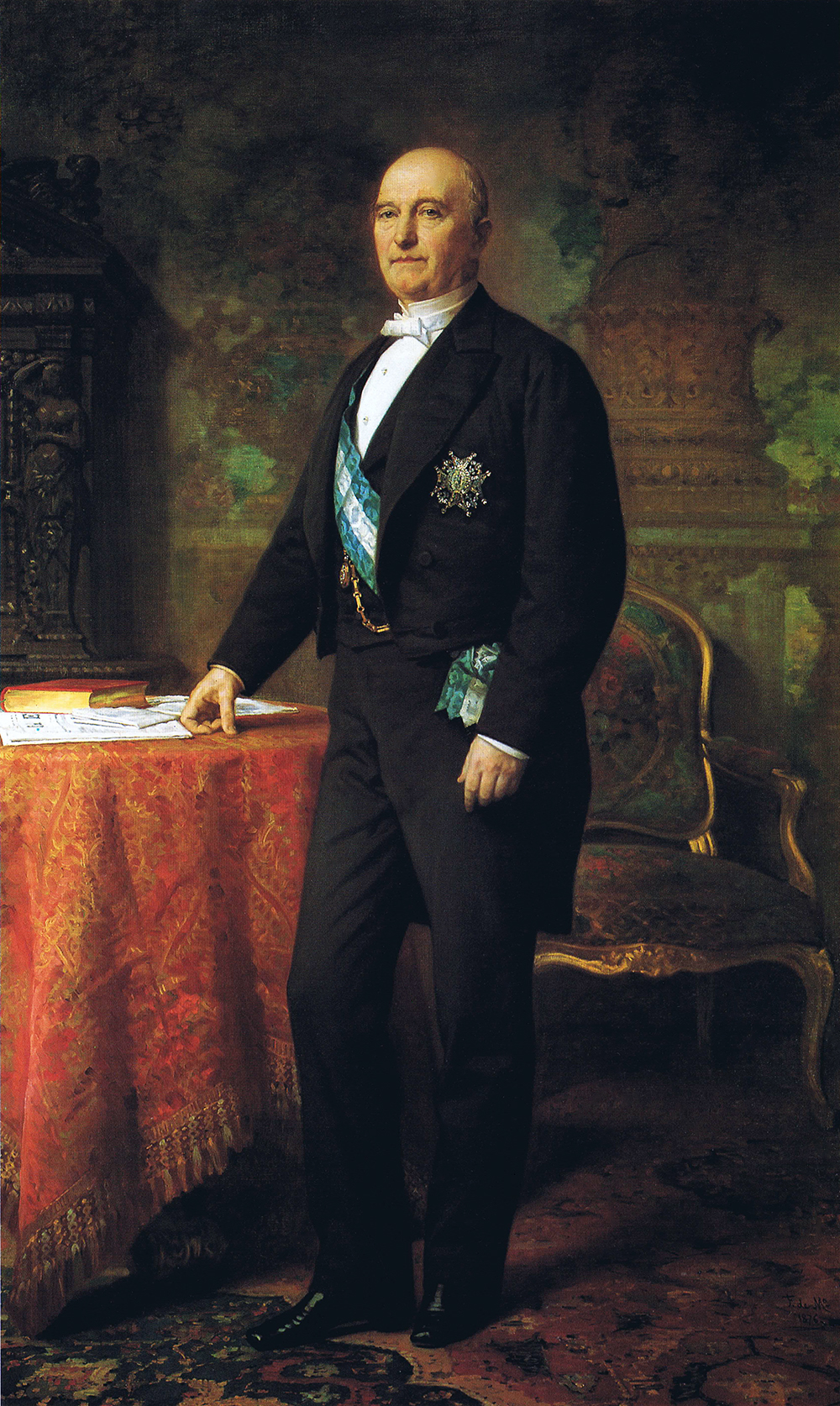
J.Manuel Manzanedo, propietario de la finca de Las Piqueñas y del Chalet de los duques de Santoña

A principios del siglo XIX, en el actual Pinar de San José había una finca denominada "Las Piqueñas" donde, en 1857, Juan Manuel de Manzanedo (I marqués de Manzanedo, I duque de Santoña) y su esposa María del Carmen Hernández Espinosa de los Monteros (fundadora del Hospital Niño Jesús de Madrid) tenían un Palacio de recreo denominado "Chalet de los duques de Santoña". Este palacio tenía planta cuadrangular de 256m², dos niveles de altura, un mirador y un balcón con vistas a la Sierra de Gudarrama. En la finca del Palacio había viñas, magnolias, cedros y una huerta (de dos hectáreas) con árboles frutales. En esta Finca de las Piqueñas había dos estanques (el estanque de la Luna y el estanque de la Media Luna) con una noria, también había unas acequias y un acueducto que traía agua, e incluso una vía férrea que nunca llegó a entrar en servicio. Además del edificio principal del Palacio (el cual se situaba en la esquina de la actual calle Pinar de San José y avenida de la Hospitalidad), en la finca del Palacio también había múltiples pabellones dedicados a despachos, habitaciones para empleados, panadería, lavadero formado por dos galerías cubiertas, invernaderos construidos con hierro y cristal, una fábrica de ladrillos con cuatro hornos, cuadras, palomares, corrales, una vaquería, un abrevadero y un depósito de agua. El 18 de agosto de 1893, esta finca es vendida a Ildefonso Fernández Cabrera. Después, la finca pasa a ser propiedad de Francisco Cifuentes Pérez. Y en 1895, Diego Fernández Vallejo (Marqués de Vallejo) adquiere esta Finca de Las Piqueñas con el propósito de donarla a la Orden Hospitalaria de San Juan de Dios para construir el primer centro español que diera tratamiento médico a los enfermos de epilepsia.

### 1870: Disputa por la sucesión al trono de España
El 12 de marzo de 1870, en torno al actual Pinar de San José, tiene lugar el enfrentamiento a pistola en el que se disputa la sucesión al trono de España entre Enrique de Borbón (I duque de Sevilla, nieto del rey Carlos IV, y hermano del rey Francisco de Asís quien era el marido de la reina Isabel II) y Antonio de Orleans (duque de Montpensier, hijo del rey francés Luis Felipe I, y marido de la hermana pequeña de Isabel II). Al tercer disparo del duelo, Antonio de Orleans vence y mata a Enrique de Borbón. Debido a esto, Antonio de Orleans debería haber sido rey de España, pero fue vetado y no llegó al trono por haber derramado la sangre real española de Enrique de Borbón. Finalmente, quien sucedió en el trono a la Isabel II fue Amadeo I de Saboya.

### 1895: Hospital Fundación Instituto San José

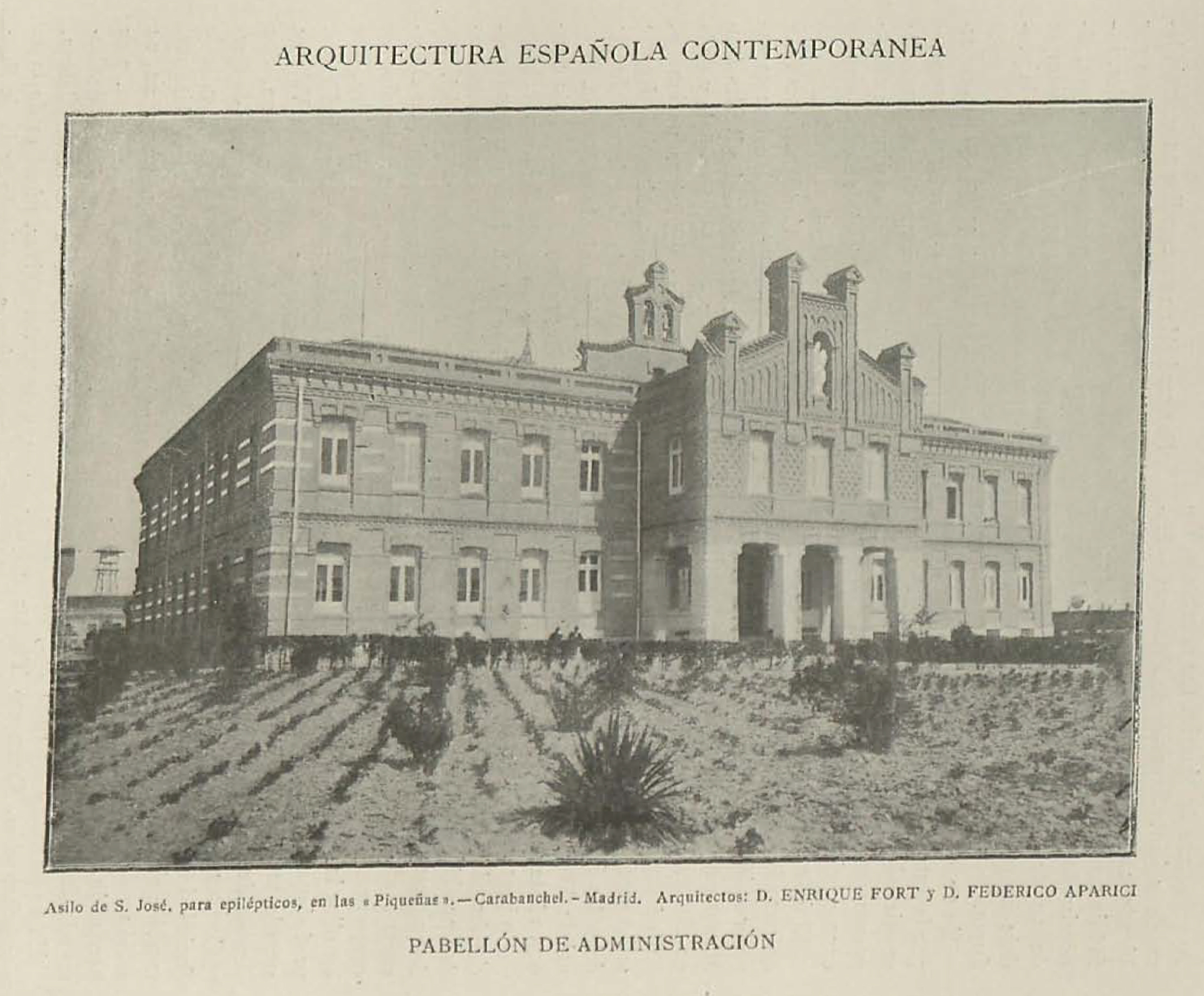
Edificio Principal del Hospital Fundación Instituto de San José, fotografiado en 1909

En 1895, Diego Fernández Vallejo (Marqués de Vallejo) adquiere la Finca de Las Piqueñas (localizada en el actual Pinar de San José) con el propósito de donarla a la Orden Hospitalaria de San Juan de Dios, para construir allí un asilo que atendiera y diera tratamiento a los enfermos de epilepsia. Unos años antes, el 18 de abril de 1878, había fallecido el propio hijo de Diego Fernández Vallejo (llamado José Manuel Fernández Vallejo Flaquer) víctima de un ataque de epilepsia. Debido a esto, Diego Fernández Vallejo decide destinar gran parte de dinero para crear la primera institución que se dedicara al tratamiento de la epilepsia, ya que hasta entonces los enfermos eran trasladados a simples manicomios, psiquiátricos o reformatorios. Para ello, en 1895, Diego Fernández Vallejo adquiere la Finca de Las Piqueñas (un lugar tranquilo y apacible, que era mezcla de campo, jardín y bosque) y la cede a la Orden Hospitalaria de San Juan de Dios, puesto que el marqués de Vallejo conocía la labor sanitaria que el Padre Benito Menni llevaba a cabo.
La obra arquitectónica es encargada al prestigioso Federico Aparici Soriano y a su ayudante Enrique Fort, quienes llevan a cabo la remodelación de algunos edificios existentes en la finca y la construcción de otros nuevos. El edificio principal de la finca, el Palacio de los Duques de Santoña, queda fuera del recinto sanitario y se convierte en la residencia inicial de los Hermanos Hospitalarios. También fuera del recinto hospitalario (justo al lado del edificio principal del palacio), en una construcción más pequeña, se establece un Cuartel de la Guardia Civil. El 4 de agosto de 1895 comienzan las obras del hospital, construyendo un complejo hospitalario formado por ocho edificios de estilo neomudéjar y neogótico (que aún perduran en la actualidad) rodeados de espléndidos jardines, al estilo de las instituciones sanitarias más vanguardistas del momento. Sin haber finalizado las obras de construcción, el 9 de septiembre de 1898, debido a la debacle en la guerra de Cuba, Diego Fernández Vallejo ofrece las instalaciones del hospital para acoger a 375 soldados heridos que retornaban de la guerra. El 20 de junio de 1899 finalizan las obras de construcción y se inaugura formalmente el complejo hospitalario con el nombre de Asilo de San José (posteriormente denominado Hospital Fundación Instituto San José, desde 1996) en honor al fallecido José Manuel Fernández Vallejo Fláquer (hijo de Diego Fernández Vallejo).

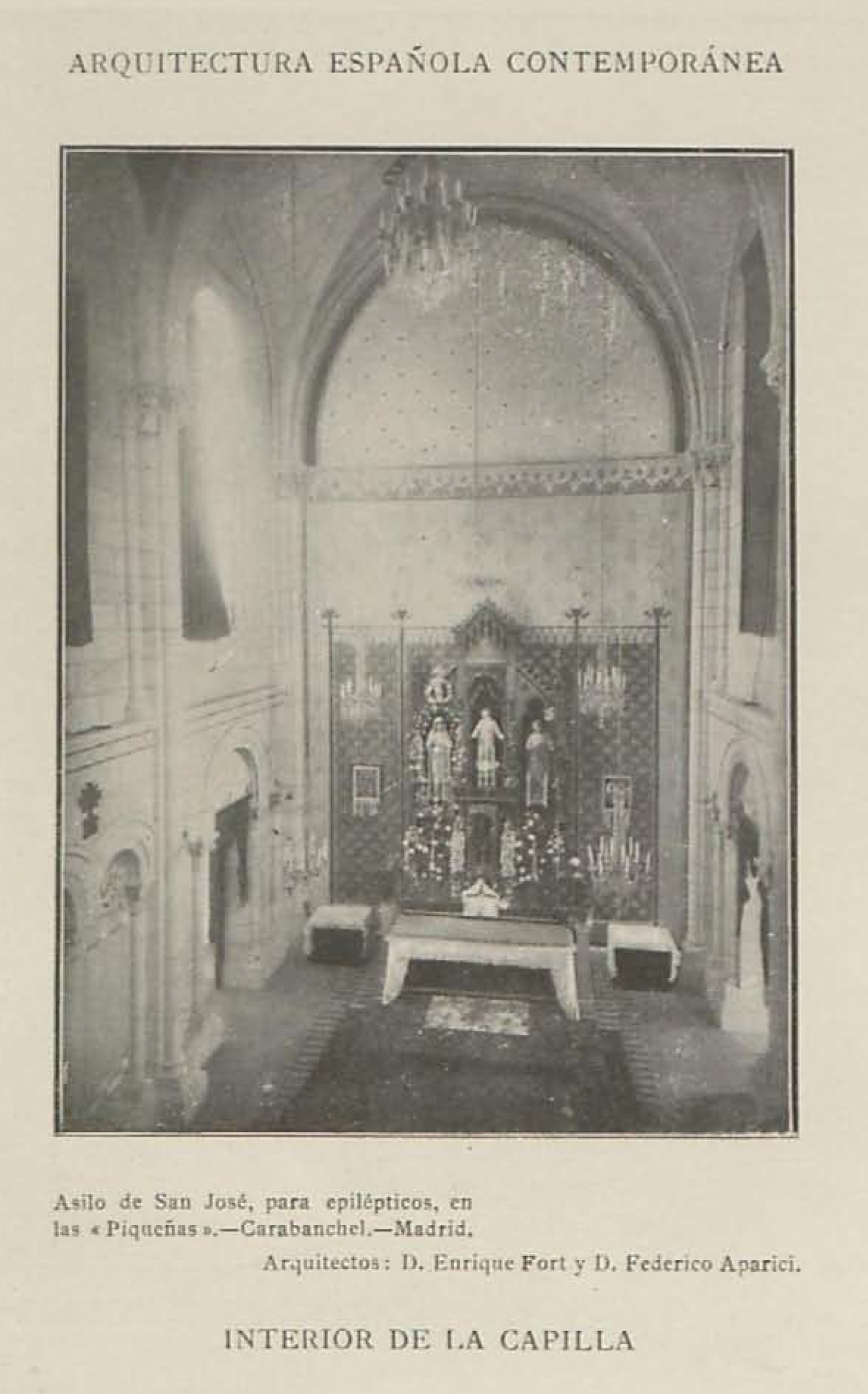
Capilla del Hospital Fundación Instituto de San José, fotografiado en 1909

En 1906, los Hermanos de San Juan de Dios deciden repoblar el entorno de esta finca y plantan pinos piñoneros con el objetivo de ofrecer un lugar confortable para los enfermos y también para los visitantes. Los Hermanos Hospitalarios encargan esta repoblación a los ingenieros forestales más avanzados del momento (creadores del Pinar de Valsaín, Pinar de Cercedilla, Pinar del Monte Abantos en El Escorial), creando un lugar de descanso para la gente que viajaba hacia/desde Madrid. Así, comienza a plantarse el singular y extenso pinar, conocido desde entonces con el nombre de Pinar de San José. Actualmente todavía se conservan miles de los pinos piñoneros que fueron plantados en 1906, siendo el hogar de una veintena de diferentes especies de aves. En 1910, los Hermanos de San Juan de Dios también deciden utilizar terrenos del pinar para realizar cultivos y criar diferente ganado que sirviese de autoabastecimiento, hasta 1951.

Mapa de 1978 con la ubicación del antiguo Palacio Chalet de los duques de Santoña, en las inmediaciones del Pinar de San José

En la guerra civil española, el Pinar de San José se establece como un lugar estratégico en el combate al estar situado cerca de la fábrica de aviones Loring y próximo al Aeródromo de Madrid-Cuatro Vientos, objetivos bélicos desde el comienzo de la Guerra debido a su importancia. El 19 de julio de 1936, un avión deja caer una bomba en un cuartel de la Guardia Civil situado cerca del Pinar de San José, matando a una persona e hiriendo a otras tres. El 29 de julio, tres coches con milicianos armados entran en el Hospital Asilo de San José para interrogar a los religiosos y registrar la Orden Hospitalaria en búsqueda de armas, sin encontrar ninguna. El 29 de agosto, el alcalde del pueblo de Carabanchel y varios milicianos armados entran nuevamente en el Hospital Asilo de San José, prohibiendo las manifestaciones religiosas e incautando los libros de contabilidad, las escrituras y el dinero que encuentran. El 1 de septiembre, un convoy de vehículos con milicianos armados entran en el Hospital Asilo de San José y secuestran a doce religiosos para fusilarlos en Boadilla del Monte, sin que la Guardia Civil (del cuartel que estaba situado al lado de la puerta del hospital) pudiera hacer nada para evitarlo. El 5 de noviembre, algunas milicias republicanas se concentran en torno al Pinar de San José esperando la llegada de las tropas sublevadas. La madrugada del 6 de noviembre, las tropas sublevadas llegan y matan a la mayoría de milicianos y a su comandante en el propio Pinar de San José. También mueren catorce enfermos del Hospital Asilo de San José tras al fuego cruzado de ambos bandos, siendo enterrados en una fosa cercana a la puerta de entrada del edificio principal. Una vez establecido el dominio sublevado en la zona, el Cuartel de la Guardia Civil (que se había instalado en una pequeña construcción justo al lado del edificio principal del Palacio Chalet de los duques de Santoña) es utilizado por las tropas franquistas para emplazar unas baterías que bombardeen diariamente al frente capitalino. Después de la Guerra, el Cuartel de la Guardia Civil sigue utilizándose, permaneciendo en pie hasta 1999, momento en el que se comienza a planificar el ensanche residencial del La Peseta, que se extiende entre los distritos de Latina y Carabanchel. Por su parte, el edificio principal del Palacio Chalet de los duques de Santoña permanece en pie hasta el año 2005, momento en el que se está construyendo el nuevo ensanche de Carabanchel (La Peseta). En la década de 1970 y 1980 comienzan a construirse nuevos chalets y villas de recreo, rodeadas de naturaleza, en las inmediaciones del Pinar de San José.

### SigloXXI: Ensanche La Peseta
En la década de 1990, en las inmediaciones del Pinar de San José se proyecta el ensanche residencial de La Peseta, formado por urbanizaciones chalets de reciente construcción, amplias avenidas y grandes zonas verdes que suponen el 40% de la superficie total del barrio. La Peseta consigue en 1993 el Premio de Urbanismo del Ayuntamiento de Madrid por ser uno de los mejores y más importantes complejos urbanísticos de la capital, respetando el espacio ocupado por el Pinar de San José y manteniendo el carácter forestal de este. El Cuartel de la Guardia Civil (que se había instalado en una pequeña construcción justo al lado del edificio principal del Palacio Chalet de los duques de Santoña) permanece en pie hasta 1999, momento en el que comienza a planificarse el ensanche residencial de La Peseta en torno al Pinar de San José. Y el edificio principal del Chalet de los Duques de Santoña (ubicado en el Pinar de San José, concretamente situado en la esquina de la avenida de la Hospitalidad y la actual calle Pinar de San José) se mantiene en pie hasta 2005, momento en el que se está construyendo el Barrio de La Peseta. El 7 de noviembre de 2010, se construyen e inauguran tres campos de fútbol de césped artificial en las inmediaciones del Pinar de San José. El 20 de agosto de 2011, el Papa Benedicto XVI visita el Pinar de San José y el Hospital Fundación Instituto de San José, con motivo de la Jornada Mundial de la Juventud celebrada en la ciudad de Madrid. El 8 de febrero de 2019, la Juntas Municipales de Latina y Carabanchel comienzan los trámites para que el Pinar de San José sea declarado "Parque Histórico", impulsando la protección del parque forestal y la de su pinos piñoneros plantados en 1906 que aún sirven de hogar para una veintena de diferentes especies de aves. Asimismo, también comienzan los trámites para que sea declarado Patrimonio Histórico como "Bien de Interés Cultural". En febrero de 2019 también comienza a elaborarse un proyecto de expansión del Pinar de San José, repoblando el entorno con especies autóctonas y llegando a ocupar una superficie de 50 hectáreas. Actualmente, en el Pinar de San José se pueden observar estorninos, abubillas, palomas torcaces, urracas, gorriones molineros, cotorras argentinas, pitos reales, agateadoras, carboneros y herrerillos, así como multitud de conejos y liebres.

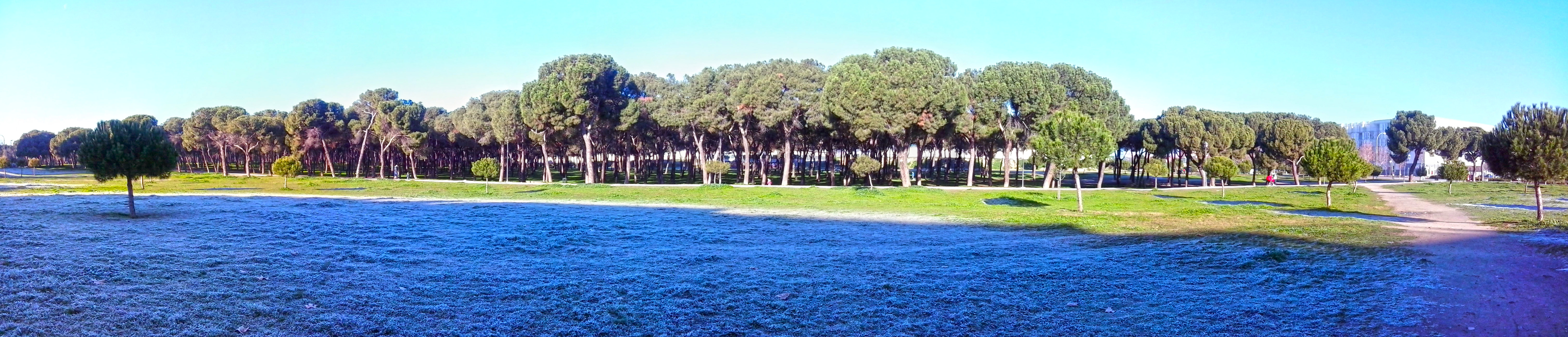
Vista panorámica del Pinar de San José (escarchado) en la actualidad